# The Bribe
 (novembre 2023).
The Bribe, qui porte en sous-titre variations and extensions on Spillane, est un album de John Zorn sorti en 1998 sur le label Tzadik. La musique a été créée à l'origine pour une pièce radiophonique de la compagnie théâtrale Mabou Mines.

## Titres
|       | Part 1 Sliding On The Ice     |       |
| 1.    | Gill's Theme                  | 2:07  |
| 2.    | Hydrant Of The Vogue          | 0:41  |
| 3.    | The Big Freeze                | 1:01  |
| 4.    | Meters                        | 2:24  |
| 5.    | The Bridge / Cocktails        | 4:06  |
| 6.    | The Willies                   | 1:01  |
| 7.    | The Taxman Cometh             | 1:16  |
| 8.    | Night Walk                    | 1:09  |
| 9.    | Skit Rhesus                   | 2:43  |
| 10.   | The Boxer                     | 0:59  |
| 11.   | Trick Or Treat                | 3:22  |
| 12.   | The Latin Trip / Gill's Theme | 3:30  |
|       | Part 2 The Arrest             |       |
| 13.   | A Taste Of Voodoo             | 3:20  |
| 14.   | Inhaling The Image            | 1:49  |
| 15.   | City Chase                    | 3:27  |
| 16.   | Dreams Of The Red Chamber     | 11:38 |
| 17.   | Rash Acts                     | 1:30  |
| 18.   | Chippewa                      | 1:24  |
| 19.   | The Hour Of Thirteen          | 0:47  |
| 20.   | Radio Mouth / Gill's Theme    | 2:57  |
|       | Part 3 The Art Bar            |       |
| 21.   | Midnight Streets              | 3:58  |
| 22.   | Victoria Lake                 | 3:12  |
| 23.   | Strip Central                 | 5:26  |
| 24.   | Pink Limousine                | 9:18  |
| 25.   | Skyline                       | 3:19  |
| 26.   | Ordinary Lies / Gill's Theme  | 2:04  |
| 78:28 |                               |       |

## Personnel
- Anthony Coleman - piano
- Marty Ehrlich - anches
- David Hofstra - basse
- Wayne Horvitz - orgue
- Christian Marclay - platines
- Zeena Parkins - harpe
- Bobby Previte - percussion
- Robert Quine - guitare
- Jim Staley - trombone
- John Zorn - saxophone alto

Invités spéciaux
- Carol Emanuel - harpe
- Ikue Mori - boîtes à rythmes
- Reck - guitare rythmique